# 蓁々斎桃葉
蓁々斎 桃葉（しんしんさい とうよう）は、講釈師の名跡。
- 初代蓁々斎 桃葉 - 初代放牛舎桃林門下。
- 二代目蓁々斎 桃葉 - 俗に「お相撲桃葉」。
- 三代目蓁々斎 桃葉 - 本項にて記述。
- 四代目蓁々斎(または松平) 桃葉 - のちの二代目大島若圓。

三代目蓁々斎 桃葉（しんしんさい とうよう、1853年11月3日 - 1916年1月19日）は、講談師。本名∶神尾 鉄太郎。

## 演目
- 「藪原検校」
- 「新蔵兄弟」
- 「延命院」

## 弟子
- 蓁々斎葉生 - 二代目神田伯山門下に移籍

## その他
六代目小金井芦州がこの名跡を預かっていた。